# Peter Bjorn and John
Peter Bjorn and John sind eine 1999 gegründete Indie-Pop-Rock-Gruppe aus Stockholm, Schweden.
Die erfolgreichste Single des Trios ist Young Folks mit Gastsängerin Victoria Bergsman von The Concretes; sie erreichte die britischen UK Top 40. Das Lied gehört zum Soundtrack des Filmes 21 sowie der Serie Grey’s Anatomy. In Deutschland wurde dieses Lied unter dem Titel Ich kann nix dafür von Nena, Oliver Pocher und Stephan Remmler gecovert und stieg in die Top Ten der Charts ein. Es wird zudem noch in der Comedyserie Two Funny – Die Sketch Comedy als Titelstück verwendet.
Des Weiteren wird ihr Lied Second Chance für den Opener der Sitcom 2 Broke Girls verwendet.

## Bandgeschichte
Morén und Yttling begannen während der High School gemeinsam Musik zu machen. Sie teilten großes Interesse an Bands wie The Stone Roses oder Ride. Ihre erste Band löste sich auf, als sie nach Stockholm zogen: Dort lernten sie im Jahr 1999 Eriksson kennen und gründeten Peter, Björn and John. Sie absolvierten einen ersten, erfolglosen Auftritt auf einem Boot in Stockholm. Lars Skoglund von der Band Laakso unterstützte die Band bei Live-Auftritten mit Schlagzeug und Bongos.
Peter, Björn and John war die Vorband von Depeche Mode während ihrer Tour-of-the-Universe-Konzerte.

## Diskografie

### Studioalben
| Jahr | Titel          | Höchstplatzierung, Gesamtwochen, AuszeichnungChartplatzierungen (Jahr, Titel, Platzierungen, Wochen, Auszeichnungen, Anmerkungen) | Höchstplatzierung, Gesamtwochen, AuszeichnungChartplatzierungen (Jahr, Titel, Platzierungen, Wochen, Auszeichnungen, Anmerkungen) | Höchstplatzierung, Gesamtwochen, AuszeichnungChartplatzierungen (Jahr, Titel, Platzierungen, Wochen, Auszeichnungen, Anmerkungen) | Höchstplatzierung, Gesamtwochen, AuszeichnungChartplatzierungen (Jahr, Titel, Platzierungen, Wochen, Auszeichnungen, Anmerkungen) | Höchstplatzierung, Gesamtwochen, AuszeichnungChartplatzierungen (Jahr, Titel, Platzierungen, Wochen, Auszeichnungen, Anmerkungen) | Höchstplatzierung, Gesamtwochen, AuszeichnungChartplatzierungen (Jahr, Titel, Platzierungen, Wochen, Auszeichnungen, Anmerkungen) | Anmerkungen                           |
| Jahr | Titel          | DE | AT | CH | UK | US | SE | Anmerkungen                           |
| ---- | -------------- | --- | --- | --- | --- | --- | --- | ------------------------------------- |
| 2006 | Writer’s Block | — | — | — | UK68 Silber · (3 Wo.)UK | US155 (15 Wo.)US | — | Erstveröffentlichung: 14. August 2006 |
| 2009 | Living Thing   | — | — | — | — | US92 (3 Wo.)US | — | Erstveröffentlichung: 30. März 2009   |
| 2011 | Gimme Some     | — | — | — | — | US109 (1 Wo.)US | SE49 (3 Wo.)SE | Erstveröffentlichung: 28. März 2011   |

Weitere Alben
- 2001: Forbidden Chords
- 2002: Peter Bjorn and John
- 2003: (I Just Wanna) See Through/Say Something Else (mit Spearmint)
- 2003: 100 m of Hurdles
- 2004: Falling Out
- 2006: Young Folks The Remixes
- 2008: Seaside Rock
- 2009: It Don’t Move Me
- 2016: Breakin' Point
- 2016: Dominos
- 2018: Darker Days

### Singles
| Jahr | Titel Album                   | Höchstplatzierung, Gesamtwochen, AuszeichnungChartplatzierungen (Jahr, Titel, Album, Platzierungen, Wochen, Auszeichnungen, Anmerkungen) | Höchstplatzierung, Gesamtwochen, AuszeichnungChartplatzierungen (Jahr, Titel, Album, Platzierungen, Wochen, Auszeichnungen, Anmerkungen) | Höchstplatzierung, Gesamtwochen, AuszeichnungChartplatzierungen (Jahr, Titel, Album, Platzierungen, Wochen, Auszeichnungen, Anmerkungen) | Höchstplatzierung, Gesamtwochen, AuszeichnungChartplatzierungen (Jahr, Titel, Album, Platzierungen, Wochen, Auszeichnungen, Anmerkungen) | Höchstplatzierung, Gesamtwochen, AuszeichnungChartplatzierungen (Jahr, Titel, Album, Platzierungen, Wochen, Auszeichnungen, Anmerkungen) | Höchstplatzierung, Gesamtwochen, AuszeichnungChartplatzierungen (Jahr, Titel, Album, Platzierungen, Wochen, Auszeichnungen, Anmerkungen) | Anmerkungen                                                  |
| Jahr | Titel Album                   | DE | AT | CH | UK | US | SE | Anmerkungen                                                  |
| ---- | ----------------------------- | --- | --- | --- | --- | --- | --- | ------------------------------------------------------------ |
| 2004 | Beats Traps and Backgrounds – | — | — | — | — | — | SE45 (1 Wo.)SE | EP                                                           |
| 2006 | Young Folks Writer’s Block    | DE31 Gold · (14 Wo.)DE | — | — | UK13 Platin · (20 Wo.)UK | US— PlatinUS | — | Erstveröffentlichung: 7. August 2006 feat. Victoria Bergsman |

Weitere Singles
- 2002: I Don’t Know What I Want Us to Do
- 2002: Falling and Passing
- 2003: People They Know
- 2005: Tailormade
- 2005: Teen Love
- 2006: Let’s Call It Off
- 2007: Objects of My Affection
- 2009: Nothing to Worry About
- 2009: It Don’t Move Me
- 2009: Lay It Down
- 2011: Dig a Little Deeper
- 2011: Breaker, Breaker
- 2011: Second Chance
- 2016: What You Talking About
- 2016: Breakin’ Point

## Auszeichnungen für Musikverkäufe
| Goldene Schallplatte - Dänemark - 2024: für die Single Young Folks - Spanien - 2024: für die Single Young Folks | Platin-Schallplatte - Brasilien - 2024: für die Single Young Folks - Neuseeland - 2022: für die Single Young Folks |

Anmerkung: Auszeichnungen in Ländern aus den Charttabellen bzw. Chartboxen sind in ebendiesen zu finden.
| Land/RegionAuszeichnungen für Musikverkäufe (Land/Region, Auszeichnungen, Verkäufe, Quellen) | Silber  | Gold     | Platin     | Verkäufe  | Quellen             |
| -------------------------------------------------------------------------------------------- | ------- | -------- | ---------- | --------- | ------------------- |
| Brasilien (PMB)                                                                              | —       | —        | Platin1    | 60.000    | pro-musicabr.org.br |
| Dänemark (IFPI)                                                                              | —       | Gold1    | —          | 45.000    | ifpi.dk             |
| Deutschland (BVMI)                                                                           | —       | Gold1    | —          | 300.000   | musikindustrie.de   |
| Neuseeland (RMNZ)                                                                            | —       | —        | Platin1    | 30.000    | radioscope.co.nz    |
| Spanien (Promusicae)                                                                         | —       | Gold1    | —          | 30.000    | elportaldemusica.es |
| Vereinigte Staaten (RIAA)                                                                    | —       | —        | Platin1    | 1.000.000 | riaa.com            |
| Vereinigtes Königreich (BPI)                                                                 | Silber1 | —        | Platin1    | 360.000   | bpi.co.uk           |
| Insgesamt                                                                                    | Silber1 | 3× Gold3 | 4× Platin4 |           |                     |